# Barbara Jones (ca sĩ)
Barbara Nation (k. 1952 – 19 tháng 12 năm 2014), được biết đến nhiều hơn với tên Barbara Jones, là một ca sĩ người Jamaica đã có một đĩa đơn thành công ở Anh năm 1981 với " Just when I Need You Most ".

## Sự nghiệp
Sinh ra ở Kingston và lớn lên ở Manchester, Jamaica, cô bắt đầu sự nghiệp của mình vào năm 1971 với đĩa đơn "Phim buồn". Cô đã có thành công lớn nhất vào tháng 1 năm 1981 với "Chỉ khi tôi cần bạn nhất", đạt vị trí thứ 31 trên Bảng xếp hạng đĩa đơn của Anh.
Cô lưu diễn với tư cách là ca sĩ hậu thuẫn cùng với Jimmy Cliff vào cuối những năm 1970 và đầu những năm 1980; Năm 1991, cô trở thành một Cơ đốc nhân sùng đạo và từ bỏ âm nhạc thế tục để tập trung vào âm nhạc phúc âm.
Sau khi bị bệnh ở London, cô được chẩn đoán mắc bệnh bạch cầu vào tháng 2 năm 2014. Cô trở lại reggae với màn trình diễn ở Brazil với Lloyd Parks. Sức khỏe của bà xấu đi và đã qua đời trong Bệnh viện Đại học Tây Ấn của Kingston vào ngày 19 tháng 12 năm 2014, do viêm phổi mắc phải trong quá trình điều trị hóa trị. Bà hưởng thọ 62 tuổi.
Jones đã từng được mô tả là "Billie Holliday của nhạc reggae".

## Danh sách đĩa hát
- Đừng ngừng yêu tôi (1979), GG's
- Tình yêu của tôi: Chỉ khi tôi cần bạn nhất (1980), Rhino
- Hát những bài hát hit theo phong cách Reggae (1983), thứ hạng hàng đầu
- Bạn luôn trong tâm trí tôi (1984), năng động
- 10 triệu người bán ở Reggae (1985), thứ hạng hàng đầu
- Cần Belong (1985), EAD
- Nó sẽ kéo dài mãi mãi
- Chỉ dành cho Tai của bạn (1994), Vàng Jamaica
- Hai chúng ta, Park Chiều cao - Phillip James feat. Barbara Jones
- Chúa Giêsu đang kêu gọi (2000), VP
- Cảm ơn Chúa vì sự ban phước của bạn (2005), lót bạc
- Rất nhiều để cảm ơn Ngài cho (2005), lót bạc
- Sử dụng Me Lord (2011), Âm nhạc Phúc âm Nylahs

Tổng hợp

- Best of Barbara Jones (1976), Trojan
- Sad Movies (1997), Charly
- Just When I Needed You Most: The Best of Barbara Jones (2004), Trojan
- Blue Side of Lonesome (2007), Jet Star/Zone Entertainment